# محوطه هفت دغنان
محوطه هفت دغنان مربوط به دوران‌های تاریخی پس از اسلام است و در بخش ضیابر، در نزدیکی روستای بهمبر، در ۵۵ کیلومتری شهرستان رشت و ۲۵ کیلومتری صومعه سرا، در غرب استان گیلان با مساحتی نزدیک به ۶۰ هکتار قرار دارد و بقایای شهری تاریخی را شامل می‌شود که قدمت آن به ۱۲۰۰ سال پیش بازمی‌گردد. در زمان فتحعلی شاه قاجار این منطقه به نام گسکر معروف بود که امروزه آن را هفت دغنان می خوانند. بسیاری از آثار تاریخی هفت دغنان صومعه سرا در زیر ریشه گیاهان مدفون شده اند.
از بقایای این شهر قدیمی که زمانی شهری آباد و پر رونق محسوب می‌شد، می‌توان به خانه، حمام، پل خشتی، بازار و مهم‌تر از همه، گور سید خروسه اشاره کرد. همچنین این شهر زمانی محل حکومت امرای گسکر بوده است و در محدوده آن قطعات سفال‌های ساده و لعابدار منقوش از دوره صفویه دیده می‌شود. علاوه بر این‌ها، به‌عنوان یکی از مهم‌ترین محوطه‌های به جای مانده از دوران اسلامی، بخش‌هایی از بازار صفوی به همراه دکان‌های آهنگری و سکه‌‌‌های آن دوران در هفت دغنان کشف شده است. این اثر در تاریخ ۱۱ شهریور ۱۳۸۲ با شمارهٔ ثبت ۹۹۴۲ به‌عنوان یکی از آثار ملی ایران به ثبت رسیده است.